# 刘书瀚
刘书瀚（1954年9月—），男，天津人，中国经济学家，曾任天津商业大学校长，教授，欧美同学会副会长，中国工业经济学会副会长。

## 生平
2014年2月21日，欧美同学会·中国留学人员联谊会第七届理事会第一次会议召开，选举其出任第七届理事会副会长。